# Бюр-ле-Тамплие
Бюр-ле-Тамплие́ (фр. Bure-les-Templiers) — коммуна во Франции, находится в регионе Бургундия. Департамент коммуны — Кот-д’Ор. Входит в состав кантона Ресе-сюр-Урс. Округ коммуны — Монбар.
Код INSEE коммуны — 21116.

## Население
Население коммуны на 2010 год составляло 133 человека.
| 1962 | 1968 | 1975 | 1982 | 1990 | 1999 | 2010 |
| ---- | ---- | ---- | ---- | ---- | ---- | ---- |
| 235  | 211  | 172  | 154  | 130  | 150  | 133  |

## Экономика
В 2010 году среди 79 человек трудоспособного возраста (15—64 лет) 54 были экономически активными, 25 — неактивными (показатель активности — 68,4 %, в 1999 году было 61,1 %). Из 54 активных жителей работали 50 человек (26 мужчин и 24 женщины), безработных было 4 (2 мужчин и 2 женщины). Среди 25 неактивных 8 человек были учениками или студентами, 11 — пенсионерами, 6 были неактивными по другим причинам.